# Liga Nacional de Baloncesto Profesional de México 2009-2010
La Temporada 2009-2010 de la LNBP fue la décima edición de la Liga Nacional de Baloncesto Profesional de México. Para este torneo se redujeron de 24 a 20 los clubes que participaron y se eliminaron las zonas. Los 20 equipos se enfrentaron entre sí a visita recíproca en temporada regular durante 20 semanas en las cuales hubo 2 juegos cada semana, arrancando el día 10 de septiembre de 2009 y concluyendo el día 23 de enero de 2010.

## Eventos destacados
- Se definió la desaparición de las zonas (Norte y Sur) y solo quedó un grupo.
- Cambiaron de sede 5 equipos: Bravos de Piedras Negras se fue a Guanajuato con el nombre de Abejas de Guanajuato, Correcaminos UAT Victoria se mudó al Distrito Federal con el nombre de Pilares del Distrito Federal, Dorados de Chihuahua a Ciudad Juárez como Indios de Ciudad Juárez, Estrellas Indebasquet del Distrito Federal a Querétaro como Libertadores de Querétaro y los Lobos de la U.A. de C. a la ciudad de Tampico como los Huracanes de Tampico.
- Los Galgos de Tijuana cambiaron su nombre a Cosmos de Tijuana, y los Venados de Nuevo Laredo a Toros de Nuevo Laredo.
- Salieron 4 equipos con respecto a la temporada anterior: Algodoneros de la Comarca, Loros de la Universidad de Colima, Santos Reales de San Luis y los Tecolotes de la UAG.
- Por primera vez participaron 4 equipos mexicanos en la Liga de las Américas. Soles de Mexicali en el Grupo A, Halcones Rojos Veracruz en el Grupo B, Halcones UV Xalapa en el Grupo C, y Halcones UV Córdoba en el Grupo D formaron parte de la Liga de las Américas 2009-10.
- El equipo Halcones UV Xalapa avanzó al "Final Four" de la Liga de las Américas 2009-10, y se colocó dentro de los 4 mejores equipos de América.

## Campeón de Liga
El Campeonato de la LNBP lo obtuvieron los Halcones UV Xalapa (Primer equipo en ganar tres campeonatos consecutivos en la historia de la liga), los cuales derrotaron en la Serie Final a los Halcones Rojos Veracruz por 4 juegos a 1, coronándose el equipo xalapeño en calidad de local en el Gimnasio de la USBI de Xalapa, Veracruz.

## Equipos participantes
| Liga Nacional de Baloncesto Profesional de México 2009-2010 |                                |               |
| Equipo                                                      | Ciudad                         | Miembro desde |
| Abejas de Guanajuato                                        | Guanajuato, Guanajuato         | 2009-2010     |
| Ángeles de Puebla                                           | Puebla, Puebla                 | 2007-2008     |
| Barreteros de Zacatecas                                     | Zacatecas, Zacatecas           | 2004          |
| Bucaneros de Campeche                                       | Campeche, Campeche             | 2006          |
| Cosmos de Tijuana                                           | Tijuana, Baja California       | 2005          |
| Fuerza Regia de Monterrey                                   | Monterrey, Nuevo León          | 2001          |
| Halcones Rojos Veracruz                                     | Veracruz, Veracruz             | 2005          |
| Halcones UV Córdoba                                         | Córdoba, Veracruz              | 2007-2008     |
| Halcones UV Xalapa                                          | Xalapa, Veracruz               | 2003          |
| Huracanes de Tampico                                        | Tampico, Tamaulipas            | 2009-2010     |
| Indios de Ciudad Juárez                                     | Ciudad Juárez, Chihuahua       | 2000          |
| Lechugueros de León                                         | León, Guanajuato               | 2001          |
| Libertadores de Querétaro                                   | Querétaro, Querétaro           | 2009-2010     |
| Lobos Grises de la UAD                                      | Durango, Durango               | 2005          |
| Panteras de Aguascalientes                                  | Aguascalientes, Aguascalientes | 2003          |
| Pilares del Distrito Federal                                | México, D. F.                  | 2009-2010     |
| Pioneros de Quintana Roo                                    | Cancún, Quintana Roo           | 2006          |
| Potros ITSON de Obregón                                     | Ciudad Obregón, Sonora         | 2008-2009     |
| Soles de Mexicali                                           | Mexicali, Baja California      | 2005          |
| Toros de Nuevo Laredo                                       | Nuevo Laredo, Tamaulipas       | 2007-2008     |

## Clasificación
- Actualizadas las clasificaciones al 25 de enero de 2010.

JJ = Juegos Jugados, JG = Juegos Ganados, JP = Juegos Perdidos, Ptos. = Puntos Obtenidos = (JGx2)+(JP), PF= Puntos a favor, PC = Puntos en contra, Dif. = Diferencia entre Ptos. a favor y en contra, JV = Juegos de Ventaja
| Clasificación General        |    |    |    |      |      |      |       |    |
| Equipo                       | JJ | JG | JP | PF   | PC   | Dif. | Ptos. | JV |
| Halcones Rojos Veracruz      | 40 | 32 | 8  | 3510 | 3212 | 298  | 72    | -- |
| Halcones UV Xalapa           | 40 | 32 | 8  | 3576 | 3072 | 504  | 72    | -- |
| Pioneros de Quintana Roo     | 40 | 31 | 9  | 3777 | 3404 | 373  | 71    | 1  |
| Toros de Nuevo Laredo        | 40 | 30 | 10 | 3570 | 3270 | 300  | 70    | 2  |
| Soles de Mexicali            | 40 | 30 | 10 | 3461 | 3132 | 329  | 70    | 2  |
| Halcones UV Córdoba          | 40 | 28 | 12 | 3648 | 3158 | 490  | 68    | 4  |
| Lobos Grises de la UAD       | 40 | 27 | 13 | 3885 | 3520 | 365  | 67    | 5  |
| Bucaneros de Campeche        | 40 | 23 | 17 | 3605 | 3535 | 70   | 63    | 9  |
| Panteras de Aguascalientes   | 40 | 20 | 20 | 3219 | 3277 | -58  | 60    | 12 |
| Fuerza Regia de Monterrey    | 40 | 19 | 21 | 3343 | 3365 | -22  | 59    | 13 |
| Lechugueros de León          | 40 | 19 | 21 | 3464 | 3447 | 17   | 59    | 13 |
| Potros ITSON de Obregón      | 40 | 18 | 22 | 3396 | 3411 | -15  | 58    | 14 |
| Ángeles de Puebla            | 40 | 17 | 23 | 3466 | 3633 | -167 | 57    | 15 |
| Barreteros de Zacatecas      | 40 | 16 | 24 | 3381 | 3510 | -129 | 56    | 16 |
| Abejas de Guanajuato         | 40 | 16 | 24 | 3158 | 3318 | -160 | 56    | 16 |
| Huracanes de Tampico         | 40 | 13 | 27 | 3175 | 3348 | -173 | 53    | 19 |
| Libertadores de Querétaro    | 40 | 11 | 29 | 3187 | 3598 | -411 | 51    | 21 |
| Cosmos de Tijuana            | 40 | 8  | 32 | 3403 | 3851 | -448 | 48    | 24 |
| Indios de Ciudad Juárez      | 40 | 8  | 32 | 3259 | 3627 | -368 | 48    | 24 |
| Pilares del Distrito Federal | 40 | 2  | 38 | 3151 | 3944 | -793 | 42    | 30 |

| Clasificado a los playoffs |

| Eliminado de los playoffs |

 NOTA: Por el criterio universal del "Dominio" que se aplica en el baloncesto, Halcones Rojos Veracruz, Toros de Nuevo Laredo, Fuerza Regia de Monterrey y Barreteros de Zacatecas; quedaron arriba de Halcones UV Xalapa, Soles de Mexicali, Lechugueros de León y Abejas de Guanajuato. 

## Playoffs
|  | Octavos de final | Octavos de final | Octavos de final |               |   | Cuartos de final | Cuartos de final | Cuartos de final |  |   | Semifinales    | Semifinales | Semifinales |  |   | Final          | Final | Final |  |
|  |                  |                  |                  |               |   |                  |                  |                  |  |   |                |             |             |  |   |                |       |       |  |
|  |                  |                  |                  |               |   |                  |                  |                  |  |   |                |             |             |  |   |                |       |       |  |
|  | 1                | Halcones Rojos   | 3                |               |   |                  |                  |                  |  |   |                |             |             |  |   |                |       |       |  |
|  | 1                | Halcones Rojos   | 3                |               |   |                  |                  |                  |  |   |                |             |             |  |   |                |       |       |  |
|  | 16               | Huracanes        | 1                |               |   |                  |                  |                  |  |   |                |             |             |  |   |                |       |       |  |
|  | 16               | Huracanes        | 1                |               | 1 | Halcones Rojos   | 3                |                  |  |   |                |             |             |  |   |                |       |       |  |
|  |                  |                  |                  |               | 1 | Halcones Rojos   | 3                |                  |  |   |                |             |             |  |   |                |       |       |  |
|  |                  |                  | 9                | Panteras      | 0 |                  |                  |                  |  |   |                |             |             |  |   |                |       |       |  |
|  | 8                | Bucaneros        | 9                | Panteras      | 0 | 2                |                  |                  |  |   |                |             |             |  |   |                |       |       |  |
|  | 8                | Bucaneros        |                  |               |   |                  |                  |                  |  |   |                |             |             |  |   |                |       |       |  |
|  | 9                | Panteras         | 3                |               |   |                  |                  |                  |  |   |                |             |             |  |   |                |       |       |  |
|  | 9                | Panteras         | 3                |               |   |                  |                  |                  |  | 1 | Halcones Rojos | 4           |             |  |   |                |       |       |  |
|  |                  |                  |                  |               |   |                  |                  |                  |  | 1 | Halcones Rojos | 4           |             |  |   |                |       |       |  |
|  |                  |                  | 4                | Toros         | 2 |                  |                  |                  |  |   |                |             |             |  |   |                |       |       |  |
|  | 4                | Toros            | 4                | Toros         | 2 | 3                |                  |                  |  |   |                |             |             |  |   |                |       |       |  |
|  | 4                | Toros            |                  |               |   |                  |                  |                  |  |   |                |             |             |  |   |                |       |       |  |
|  | 13               | Ángeles          | 1                |               |   |                  |                  |                  |  |   |                |             |             |  |   |                |       |       |  |
|  | 13               | Ángeles          | 1                |               | 4 | Toros            | 3                |                  |  |   |                |             |             |  |   |                |       |       |  |
|  |                  |                  |                  |               | 4 | Toros            | 3                |                  |  |   |                |             |             |  |   |                |       |       |  |
|  |                  |                  | 5                | Soles         | 2 |                  |                  |                  |  |   |                |             |             |  |   |                |       |       |  |
|  | 5                | Soles            | 5                | Soles         | 2 | 3                |                  |                  |  |   |                |             |             |  |   |                |       |       |  |
|  | 5                | Soles            |                  |               |   |                  |                  |                  |  |   |                |             |             |  |   |                |       |       |  |
|  | 12               | Potros           | 0                |               |   |                  |                  |                  |  |   |                |             |             |  |   |                |       |       |  |
|  | 12               | Potros           | 0                |               |   |                  |                  |                  |  |   |                |             |             |  | 1 | Halcones Rojos | 1     |       |  |
|  |                  |                  |                  |               |   |                  |                  |                  |  |   |                |             |             |  | 1 | Halcones Rojos | 1     |       |  |
|  |                  |                  | 2                | Halcones Xal. | 4 |                  |                  |                  |  |   |                |             |             |  |   |                |       |       |  |
|  | 2                | Halcones Xal.    | 2                | Halcones Xal. | 4 | 3                |                  |                  |  |   |                |             |             |  |   |                |       |       |  |
|  | 2                | Halcones Xal.    |                  |               |   |                  |                  |                  |  |   |                |             |             |  |   |                |       |       |  |
|  | 15               | Abejas           | 0                |               |   |                  |                  |                  |  |   |                |             |             |  |   |                |       |       |  |
|  | 15               | Abejas           | 0                |               | 2 | Halcones Xal.    | 3                |                  |  |   |                |             |             |  |   |                |       |       |  |
|  |                  |                  |                  |               | 2 | Halcones Xal.    | 3                |                  |  |   |                |             |             |  |   |                |       |       |  |
|  |                  |                  | 7                | Lobos Grises  | 2 |                  |                  |                  |  |   |                |             |             |  |   |                |       |       |  |
|  | 7                | Lobos Grises     | 7                | Lobos Grises  | 2 | 3                |                  |                  |  |   |                |             |             |  |   |                |       |       |  |
|  | 7                | Lobos Grises     |                  |               |   |                  |                  |                  |  |   |                |             |             |  |   |                |       |       |  |
|  | 10               | Fuerza Regia     | 1                |               |   |                  |                  |                  |  |   |                |             |             |  |   |                |       |       |  |
|  | 10               | Fuerza Regia     | 1                |               |   |                  |                  |                  |  | 2 | Halcones Xal.  | 4           |             |  |   |                |       |       |  |
|  |                  |                  |                  |               |   |                  |                  |                  |  | 2 | Halcones Xal.  | 4           |             |  |   |                |       |       |  |
|  |                  |                  | 3                | Pioneros      | 3 |                  |                  |                  |  |   |                |             |             |  |   |                |       |       |  |
|  | 3                | Pioneros         | 3                | Pioneros      | 3 | 3                |                  |                  |  |   |                |             |             |  |   |                |       |       |  |
|  | 3                | Pioneros         |                  |               |   |                  |                  |                  |  |   |                |             |             |  |   |                |       |       |  |
|  | 14               | Barreteros       | 0                |               |   |                  |                  |                  |  |   |                |             |             |  |   |                |       |       |  |
|  | 14               | Barreteros       | 0                |               | 3 | Pioneros         | 3                |                  |  |   |                |             |             |  |   |                |       |       |  |
|  |                  |                  |                  |               | 3 | Pioneros         | 3                |                  |  |   |                |             |             |  |   |                |       |       |  |
|  |                  |                  | 6                | Halcones Cór. | 2 |                  |                  |                  |  |   |                |             |             |  |   |                |       |       |  |
|  | 6                | Halcones Cór.    | 6                | Halcones Cór. | 2 | 3                |                  |                  |  |   |                |             |             |  |   |                |       |       |  |
|  | 6                | Halcones Cór.    |                  |               |   |                  |                  |                  |  |   |                |             |             |  |   |                |       |       |  |
|  | 11               | Lechugueros      | 0                |               |   |                  |                  |                  |  |   |                |             |             |  |   |                |       |       |  |
|  | 11               | Lechugueros      | 0                |               |   |                  |                  |                  |  |   |                |             |             |  |   |                |       |       |  |
|  |                  |                  |                  |               |   |                  |                  |                  |  |   |                |             |             |  |   |                |       |       |  |

## Líderes individuales
| Categoría         | Jugador                      | Equipo                       | Marca | Promedio | %     |
| ----------------- | ---------------------------- | ---------------------------- | ----- | -------- | ----- |
| Créditos          | Jerome Anthony Habel         | Cosmos de Tijuana            | 1,030 | 26.41    | *     |
| Puntos            | John Lee Millsap Jr.         | Bucaneros de Campeche        | 1,000 | 25.64    | *     |
| Rebotes           | Ramel Kinte Allen            | Pioneros de Quintana Roo     | 375   | 10.14    | *     |
| Asistencias       | William Elijah Funn          | Bucaneros de Campeche        | 257   | 6.43     | *     |
| Tiros de 2        | Jerome Anthony Habel         | Cosmos de Tijuana            | 369   | 9.46     | 0.625 |
| Tiros de 3        | Shane Daniel Thorson         | Pilares del Distrito Federal | 134   | 3.44     | 0.381 |
| Tiros Libres      | John Lee Millsap Jr.         | Bucaneros de Campeche        | 263   | 6.74     | 0.769 |
| Minutos           | William Elijah Funn          | Bucaneros de Campeche        | 1,518 | 37.95    | *     |
| Faltas Cometidas  | Robert Corey Hornsby         | Huracanes de Tampico         | 135   | 3.38     | *     |
| Faltas Recibidas  | John Lee Millsap Jr.         | Bucaneros de Campeche        | 233   | 5.97     | *     |
| Robos de Balón    | Luis Manuel González Beltrán | Libertadores de Querétaro    | 113   | 2.97     | *     |
| Pérdidas de balón | Silas Demond Mills           | Indios de Ciudad Juárez      | 138   | 3.83     | *     |
| Tapones           | Jerome Anthony Habel         | Cosmos de Tijuana            | 94    | 2.41     | *     |

## Designaciones
A continuación se muestran las designaciones a los mejores jugadores de la temporada 2009-2010.
| Designación               | Ganador                         | Equipo                     |
| ------------------------- | ------------------------------- | -------------------------- |
| Jugador del año           | Leandro García Morales Cordones | Halcones UV Xalapa         |
| Guardia del año           | Leandro García Morales Cordones | Halcones UV Xalapa         |
| Delantero del año         | Lawrence David Hill             | Halcones Rojos de Veracruz |
| Centro del año            | Luis Miguel Bethelmy Villarroel | Ángeles de Puebla          |
| Jugador nacional del año  | Jovan Harris González           | Lobos Grises de la UAD     |
| Jugador importado del año | Leandro García Morales Cordones | Halcones UV Xalapa         |
| Entrenador del año        | Ángel Alfredo González Chávez   | Halcones UV Xalapa         |